# Jelena Roedkovskaja
Jelena Grigorjevna Roedkovskaja (Wit-Russisch: Елена Григорьевна Рудковская) (Gomel, 21 april 1973) is een Wit-Russische zwemster. Ze vertegenwoordigde het Gezamenlijk team op de Olympische Zomerspelen 1992 in Barcelona.

## Carrière
Roedkovskaja begon op haar 10e met zwemmen, maar wint haar eerste officiële prijs bij de jeugdkampioenschappen van 1987 in de Sovjet-Unie. In 1988 wint ze op diezelfde afstand de zilveren medaille op het Europese jeugdkampioenschap. Op het EK in Athene van 1991 weet ze drie medailles te veroveren: de 100 meter schoolslag, de 200 meter schoolslag en de estafette. Op de Olympische Zomerspelen van 1992 in Barcelona komt ze uit voor het gezamenlijke team van voormalige Sovjet-republieken en haalt ze een gouden medaille op de 100 meter schoolslag en samen met haar team haalt ze brons op de 4x100 meter wisselslag (estafette).